# Amalia de Nassau
La princesa Amalia de Nassau (en francés: Amélia Gabrielle Marie Thérèse; Ciudad de Luxemburgo, 15 de junio de 2014) es la hija mayor del príncipe Félix de Luxemburgo y la princesa Clara. Es por tanto nieta del gran duque Enrique de Luxemburgo y la gran duquesa María Teresa.
Actualmente es la quinta en la línea de sucesión al trono luxembugués por detrás de su tío, el príncipe Guillermo; sus primos, el príncipe Carlos de Luxemburgo y el príncipe Francisco de Luxemburgo; y de su padre, el príncipe Félix. Además, la princesa es la primera mujer en nacer con derechos sucesorios en el país, tras la reforma de los derechos de sucesión aprobada en 2011.

## Biografía

### Nacimiento
Amalia nació el 15 de junio de 2014 en el Hospital de Maternidad Gran Duquesa Carlota de Luxemburgo. Al nacer, la princesa pesó 2,95 quilos y midió 50 centímetros. En la misma nota de prensa que anunciaba su nacimiento, también se desveló que sería bautizada con los nombres de Amalia Gabriela María Teresa.

### Bautismo
La princesa fue bautizada el 12 de julio de 2014 en la capilla de la localidad francesa de Saint-Ferréol de Longues. Su madrina fue la princesa Alejandra de Luxemburgo (su tía paterna), y su padrino Félix Lademacher (su tío materno).
Nombres
Amalia: por la princesa Amalia de Sajonia.
Gabriela: en honor a su abuela materna Gabriela Lademacher.
María Teresa: en honor a su abuela paterna la gran duquesa María Teresa de Luxemburgo.

### Hermano
- Liam Enrique Hartmut, nacido el 28 de noviembre de 2016.

## Actos oficiales
La princesa Amalia suele aparecer con sus padres en el balcón durante la celebración del Día Nacional de Luxemburgo.
En el año 2016 acompañó a toda la familia gran ducal en una visita oficial a la Ciudad del Vaticano, donde fueron recibidos por el Papa Francisco.

## Títulos y tratamientos
| ● 15 de junio de 2014-presente: | Su alteza real la princesa Amalia de Nassau |

## Línea de sucesión
| Predecesor: Félix de Luxemburgo | Línea de sucesión al trono de Luxemburgo 5º | Sucesor: Liam de Nassau |

## Ancestros
|  |                                           |  |  |  |  |  |  |  |  |  |  |  |  |  |  |  |
|  | 16. Príncipe Félix de Borbón-Parma        |  |  |  |  |  |  |  |  |  |  |  |  |  |  |  |
|  |                                           |  |  |  |  |  |  |  |  |  |  |  |  |  |  |  |
|  |                                           |  |  |  |  |  |  |  |  |  |  |  |  |  |  |  |
|  | 8. Gran Duque Juan de Luxemburgo          |  |  |  |  |  |  |  |  |  |  |  |  |  |  |  |
|  |                                           |  |  |  |  |  |  |  |  |  |  |  |  |  |  |  |
|  |                                           |  |  |  |  |  |  |  |  |  |  |  |  |  |  |  |
|  | 17. Gran Duquesa Carlota de Luxemburgo    |  |  |  |  |  |  |  |  |  |  |  |  |  |  |  |
|  |                                           |  |  |  |  |  |  |  |  |  |  |  |  |  |  |  |
|  |                                           |  |  |  |  |  |  |  |  |  |  |  |  |  |  |  |
|  | 4. Gran Duque Enrique de Luxemburgo       |  |  |  |  |  |  |  |  |  |  |  |  |  |  |  |
|  |                                           |  |  |  |  |  |  |  |  |  |  |  |  |  |  |  |
|  |                                           |  |  |  |  |  |  |  |  |  |  |  |  |  |  |  |
|  | 18. Rey Leopoldo III de Bêlgica           |  |  |  |  |  |  |  |  |  |  |  |  |  |  |  |
|  |                                           |  |  |  |  |  |  |  |  |  |  |  |  |  |  |  |
|  |                                           |  |  |  |  |  |  |  |  |  |  |  |  |  |  |  |
|  | 9. Princesa Josefina Carlota de Bélgica   |  |  |  |  |  |  |  |  |  |  |  |  |  |  |  |
|  |                                           |  |  |  |  |  |  |  |  |  |  |  |  |  |  |  |
|  |                                           |  |  |  |  |  |  |  |  |  |  |  |  |  |  |  |
|  | 19. Princesa Astrid de Suecia             |  |  |  |  |  |  |  |  |  |  |  |  |  |  |  |
|  |                                           |  |  |  |  |  |  |  |  |  |  |  |  |  |  |  |
|  |                                           |  |  |  |  |  |  |  |  |  |  |  |  |  |  |  |
|  | 2. Príncipe Félix de Luxemburgo           |  |  |  |  |  |  |  |  |  |  |  |  |  |  |  |
|  |                                           |  |  |  |  |  |  |  |  |  |  |  |  |  |  |  |
|  |                                           |  |  |  |  |  |  |  |  |  |  |  |  |  |  |  |
|  | 20. José Antonio Mestre y Ramos-Almeyda   |  |  |  |  |  |  |  |  |  |  |  |  |  |  |  |
|  |                                           |  |  |  |  |  |  |  |  |  |  |  |  |  |  |  |
|  |                                           |  |  |  |  |  |  |  |  |  |  |  |  |  |  |  |
|  | 10. José Antonio Mestre y Álvarez         |  |  |  |  |  |  |  |  |  |  |  |  |  |  |  |
|  |                                           |  |  |  |  |  |  |  |  |  |  |  |  |  |  |  |
|  |                                           |  |  |  |  |  |  |  |  |  |  |  |  |  |  |  |
|  | 21. María Narcisa Álvarez y Tabío         |  |  |  |  |  |  |  |  |  |  |  |  |  |  |  |
|  |                                           |  |  |  |  |  |  |  |  |  |  |  |  |  |  |  |
|  |                                           |  |  |  |  |  |  |  |  |  |  |  |  |  |  |  |
|  | 5. María Teresa Mestre y Batista          |  |  |  |  |  |  |  |  |  |  |  |  |  |  |  |
|  |                                           |  |  |  |  |  |  |  |  |  |  |  |  |  |  |  |
|  |                                           |  |  |  |  |  |  |  |  |  |  |  |  |  |  |  |
|  | 22. Agustín Batista y González de Mendoza |  |  |  |  |  |  |  |  |  |  |  |  |  |  |  |
|  |                                           |  |  |  |  |  |  |  |  |  |  |  |  |  |  |  |
|  |                                           |  |  |  |  |  |  |  |  |  |  |  |  |  |  |  |
|  | 11. María Teresa Batista y Falla          |  |  |  |  |  |  |  |  |  |  |  |  |  |  |  |
|  |                                           |  |  |  |  |  |  |  |  |  |  |  |  |  |  |  |
|  |                                           |  |  |  |  |  |  |  |  |  |  |  |  |  |  |  |
|  | 23. María Teresa Falla y Bonet            |  |  |  |  |  |  |  |  |  |  |  |  |  |  |  |
|  |                                           |  |  |  |  |  |  |  |  |  |  |  |  |  |  |  |
|  |                                           |  |  |  |  |  |  |  |  |  |  |  |  |  |  |  |
|  | 1. Princesa Amalia de Nassau              |  |  |  |  |  |  |  |  |  |  |  |  |  |  |  |
|  |                                           |  |  |  |  |  |  |  |  |  |  |  |  |  |  |  |
|  |                                           |  |  |  |  |  |  |  |  |  |  |  |  |  |  |  |
|  | 6. Hartmut Lademacher                     |  |  |  |  |  |  |  |  |  |  |  |  |  |  |  |
|  |                                           |  |  |  |  |  |  |  |  |  |  |  |  |  |  |  |
|  |                                           |  |  |  |  |  |  |  |  |  |  |  |  |  |  |  |
|  | 3. Claire Margareta Lademacher            |  |  |  |  |  |  |  |  |  |  |  |  |  |  |  |
|  |                                           |  |  |  |  |  |  |  |  |  |  |  |  |  |  |  |
|  |                                           |  |  |  |  |  |  |  |  |  |  |  |  |  |  |  |
|  | 7. Gabriele Schneider                     |  |  |  |  |  |  |  |  |  |  |  |  |  |  |  |
|  |                                           |  |  |  |  |  |  |  |  |  |  |  |  |  |  |  |
|  |                                           |  |  |  |  |  |  |  |  |  |  |  |  |  |  |  |